# Liste des maires de Neuvic (Corrèze)
Cet article dresse une liste par ordre de mandat des maires de Neuvic.

## Liste des maires
| Nom           | Nom                    | Période                       | Parti         | Notes |
| XVIIIe siècle | XVIIIe siècle          | XVIIIe siècle                 | XVIIIe siècle | XVIIIe siècle |
| ------------- | ---------------------- | ----------------------------- | ------------- | --- |
|               | M. de la Rousserie     | 1790 - 1791                   |               | |
|               | M. Monange             | 1791 - 1792                   |               | |
|               | M. Vacher              | 1792 - 1793                   |               | |
|               | M. Forêtnègre          | 1793 - 1795                   |               | |
| XIXe siècle   |                        |                               |               | |
|               | M. Lacaze              | 1800 - 1818                   |               | |
|               | M. de Giraudeix        | 1818 - 1831                   |               | |
|               | M. Demathieu           | 1831 - 1839                   |               | |
|               | M. Estager             | 1839 - 1849                   |               | |
|               | M. Chauvet             | 1849 - 1851                   |               | |
|               | Jean-Hyacinthe d'Ussel | 1851 - 1857                   |               | Conseiller général du canton de Neuvic (1852-1856) |
|               | M. Franque             | 1857 - 1870                   |               | |
|               | François Dellestable   | 1870 - 1874                   | Rad.          | Médecin |
|               | M. Deschamps           | 1874 - 1877                   |               | |
|               | François Dellestable   | 1877 - 1877                   | Rad.          | Médecin |
|               | M. Deschamps           | 1877 - 1878                   |               | |
|               | François Dellestable   | 1878 - 1878                   | Rad.          | Député de la Corrèze (1885-1894) Sénateur de la Corrèze (1894-1921) Conseiller général du canton d'Égletons (1895-1910)                                                       |
| XXe siècle    |                        |                               |               | |
|               | Henri Queuille         | 1912 - 16 juillet 1941        | Rad.          | Sénateur de la Corrèze (1935-1941) Député de la Corrèze (1914-1936) Président du conseil général de la Corrèze (1921-1942) Conseiller général du canton de Neuvic (1913-1943) |
|               |                        | 1941 - 1945                   |               | |
|               | Henri Queuille         | 1945 - mars 1965              | Rad. puis CR  | Président du Conseil des ministres (1948-1949, 1950, 1951) Ministre d'État (1948-1952) Député de la Corrèze (1946-1958) Conseiller général du canton de Neuvic (1945-1965)    |
|               | Roger Serve            | ???                           |               | Médecin |
|               | Raymond Chaumeil       | 1986 - mars 2001              | RPR           | Conseiller général du canton de Neuvic (1979-1998) |
| XXIe siècle   |                        |                               |               | |
|               | Henri Roy              | mars 2001 - octobre 2012      | PS            | Conseiller général du canton de Neuvic (1998-2015) Président de la CC des Gorges de la haute Dordogne (2002-2008)                                                             |
|               | Jean Stöhr             | 8 novembre 2012 - 23 mai 2020 | UMP puis LR   | Conseiller départemental du canton de Haute-Dordogne (2015-2021) |
|               | Dominique Miermont     | Depuis le 23 mai 2020         | DVG           | Retraitée de l'enseignement Ancienne maire de Latronche (2008-2020) |